# Seznam nosilcev bojnega spominskega znaka Krakovski gozd
Seznam nosilcev bojnega spominskega znaka Krakovski gozd.

## Seznam
(datum podelitve - ime)
- 1. marec 1999 - Marko Dražetić - Slavko Humek - Ivan Jamnik - Feliks Jurman - Janko Krošelj - Anton Lapuh - Jožef Lapuh - Franc Martek - Lovrenc Milavec - Samo Pernišek - Bojan Poček - Ivan Pondelak - Igor Prah - Roman Preskar - Martin Pust - Slavko Rožman - Anton Sluga - Željko Srečković - Stanislav Štrucl - Andrej Urek - Roman Volčanjk - Anton Zalokar - Franc Zevnik - Alojz Žniderič